# Martha & the Vandellas/Diskografie
Diese Diskografie ist eine Übersicht über die musikalischen Werke der US-amerikanischen R&B-Gesangsgruppe Martha & the Vandellas, die sich ab November 1967 Martha Reeves & the Vandellas nannte. Den Schallplattenauszeichnungen zufolge hat sie bisher mehr als 1,7 Millionen Tonträger verkauft, davon alleine in ihrer Heimat über 500.000. Ihre erfolgreichste Veröffentlichung ist die Single Dancing in the Street mit über 1,1 Millionen verkauften Einheiten.

## Alben

### Studioalben
| Jahr | Titel Musiklabel Katalog-Nr. | Höchstplatzierung, Gesamtwochen, AuszeichnungChartplatzierungen (Jahr, Titel, Musiklabel Katalog-Nr., Platzierungen, Wochen, Auszeichnungen, Anmerkungen) | Höchstplatzierung, Gesamtwochen, AuszeichnungChartplatzierungen (Jahr, Titel, Musiklabel Katalog-Nr., Platzierungen, Wochen, Auszeichnungen, Anmerkungen) | Höchstplatzierung, Gesamtwochen, AuszeichnungChartplatzierungen (Jahr, Titel, Musiklabel Katalog-Nr., Platzierungen, Wochen, Auszeichnungen, Anmerkungen) | Höchstplatzierung, Gesamtwochen, AuszeichnungChartplatzierungen (Jahr, Titel, Musiklabel Katalog-Nr., Platzierungen, Wochen, Auszeichnungen, Anmerkungen) | Anmerkungen                                                                        |
| Jahr | Titel Musiklabel Katalog-Nr. | DE | UK | US | R&B | Anmerkungen                                                                        |
| ---- | ---------------------------- | --- | --- | --- | --- | ---------------------------------------------------------------------------------- |
| 1963 | Heat Wave Gordy 907          | — | — | US125 (5 Wo.)US | — | Erstveröffentlichung: 30. September 1963 Produzenten: Brian Holland, Lamont Dozier |
| 1965 | Dance Party Gordy 915        | — | — | US139 (3 Wo.)US | — | Erstveröffentlichung: 12. April 1965 Produzenten: Ivy Jo Hunter, William Stevenson |
| 1967 | Watchout! Gordy 920          | — | — | US116 (8 Wo.)US | R&B14 (10 Wo.)R&B | Erstveröffentlichung: 16. November 1966                                            |
| 1968 | Ridin’ High Gordy 926        | — | — | US167 (8 Wo.)US | R&B13 (11 Wo.)R&B | Erstveröffentlichung: 29. April 1968 Produzent: Richard Morris                     |
| 1972 | Black Magic Gordy 958        | — | — | US146 (7 Wo.)US | R&B30 (7 Wo.)R&B | Erstveröffentlichung: 3. März 1972                                                 |

grau schraffiert: keine Chartdaten aus diesem Jahr verfügbar
Weitere Studioalben
- 1963: Come and Get These Memories (Gordy 902)
- 1969: Sugar n’ Spice (Gordy 944)
- 1970: Natural Resources (Gordy 952)

### Livealben
| Jahr | Titel Musiklabel Katalog-Nr.             | Höchstplatzierung, Gesamtwochen, AuszeichnungChartplatzierungen (Jahr, Titel, Musiklabel Katalog-Nr., Platzierungen, Wochen, Auszeichnungen, Anmerkungen) | Höchstplatzierung, Gesamtwochen, AuszeichnungChartplatzierungen (Jahr, Titel, Musiklabel Katalog-Nr., Platzierungen, Wochen, Auszeichnungen, Anmerkungen) | Höchstplatzierung, Gesamtwochen, AuszeichnungChartplatzierungen (Jahr, Titel, Musiklabel Katalog-Nr., Platzierungen, Wochen, Auszeichnungen, Anmerkungen) | Höchstplatzierung, Gesamtwochen, AuszeichnungChartplatzierungen (Jahr, Titel, Musiklabel Katalog-Nr., Platzierungen, Wochen, Auszeichnungen, Anmerkungen) | Anmerkungen                                                                    |
| Jahr | Titel Musiklabel Katalog-Nr.             | DE | UK | US | R&B | Anmerkungen                                                                    |
| ---- | ---------------------------------------- | --- | --- | --- | --- | ------------------------------------------------------------------------------ |
| 1967 | Martha and the Vandellas Live! Gordy 925 | — | — | US140 (5 Wo.)US | — | Erstveröffentlichung: September 1967 Aufnahme: The Twenty Grand, Detroit, 1967 |

### Kompilationen
| Jahr | Titel Musiklabel Katalog-Nr. | Höchstplatzierung, Gesamtwochen, AuszeichnungChartplatzierungen (Jahr, Titel, Musiklabel Katalog-Nr., Platzierungen, Wochen, Auszeichnungen, Anmerkungen) | Höchstplatzierung, Gesamtwochen, AuszeichnungChartplatzierungen (Jahr, Titel, Musiklabel Katalog-Nr., Platzierungen, Wochen, Auszeichnungen, Anmerkungen) | Höchstplatzierung, Gesamtwochen, AuszeichnungChartplatzierungen (Jahr, Titel, Musiklabel Katalog-Nr., Platzierungen, Wochen, Auszeichnungen, Anmerkungen) | Höchstplatzierung, Gesamtwochen, AuszeichnungChartplatzierungen (Jahr, Titel, Musiklabel Katalog-Nr., Platzierungen, Wochen, Auszeichnungen, Anmerkungen) | Anmerkungen                       |
| Jahr | Titel Musiklabel Katalog-Nr. | DE | UK | US | R&B | Anmerkungen                       |
| ---- | ---------------------------- | --- | --- | --- | --- | --------------------------------- |
| 1966 | Greatest Hits Gordy 917      | — | — | US50 (15 Wo.)US | R&B6 (13 Wo.)R&B | Erstveröffentlichung: 4. Mai 1966 |

Weitere Kompilationen
- 1969: Dancing in the Street (UK)
- 1973: Greatest Hits Volume 2
- 1974: Dancing in the Street!
- 1974: Anthology (2 LPs)
- 1979: The Best of Martha Reeves & the Vandellas
- 1980: Martha Reeves & the Vandellas
- 1986: Compact Command Performances: 24 Greatest Hits
- 1993: Motown Legends
- 1993: Live Wire!: The Singles 1962–1972 (2 CDs)
- 1994: Dancing in the Street: Their Greatest Hits
- 1996: Early Classics
- 1997: Martha Reeves and the Vandellas: Master Series
- 1998: The Ultimate Collection
- 1999: The Best of Martha Reeves & the Vandellas
- 2000: Classic
- 2001: The Very Best of Martha Reeves & the Vandellas
- 2005: Spellbound: Motown Lost & Found (1962–1972) (2 CDs)
- 2006: Gold (2 CDs)
- 2008: The Definitive Collection
- 2013: 50th Anniversary: The Singles Collection 1962–1972 (3 CDs)

## Singles
| Jahr | Titel Album                                                | Höchstplatzierung, Gesamtwochen, AuszeichnungChartplatzierungen (Jahr, Titel, Album, Platzierungen, Wochen, Auszeichnungen, Anmerkungen) | Höchstplatzierung, Gesamtwochen, AuszeichnungChartplatzierungen (Jahr, Titel, Album, Platzierungen, Wochen, Auszeichnungen, Anmerkungen) | Höchstplatzierung, Gesamtwochen, AuszeichnungChartplatzierungen (Jahr, Titel, Album, Platzierungen, Wochen, Auszeichnungen, Anmerkungen) | Höchstplatzierung, Gesamtwochen, AuszeichnungChartplatzierungen (Jahr, Titel, Album, Platzierungen, Wochen, Auszeichnungen, Anmerkungen) | Anmerkungen |
| Jahr | Titel Album                                                | DE | UK | US | R&B | Anmerkungen |
| ---- | ---------------------------------------------------------- | --- | --- | --- | --- | --- |
| 1963 | Come and Get These Memories                                | — | — | US29 (16 Wo.)US | R&B6 (13 Wo.)R&B | Erstveröffentlichung: 22. Februar 1963 Autoren: Holland–Dozier–Holland |
| 1963 | Heat Wave                                                  | — | UK— SilberUK | US4 (14 Wo.)US | R&B1 (16 Wo.)R&B | Erstveröffentlichung: 10. Juli 1963 Rock & Roll Hall of Fame Autoren: Holland–Dozier–Holland |
| 1963 | Quicksand Heat Wave (Reissue)                              | — | — | US8 (12 Wo.)US | R&B7 (14 Wo.)R&B | Erstveröffentlichung: 4. November 1963 Autoren: Holland–Dozier–Holland |
| 1964 | Live Wire Heat Wave (Reissue)                              | — | — | US42 (7 Wo.)US | R&B11 (6 Wo.)R&B | Erstveröffentlichung: 17. Januar 1964 Autoren: Holland–Dozier–Holland |
| 1964 | In My Lonely Room Heat Wave (Reissue)                      | — | — | US44 (6 Wo.)US | R&B6 (13 Wo.)R&B | Erstveröffentlichung: 23. März 1964 Autoren: Holland–Dozier–Holland |
| 1964 | Dancing in the Street Dance Party                          | — | UK28 Platin · (8 Wo.)UK | US2 Gold · (14 Wo.)US | R&B8 (16 Wo.)R&B | Erstveröffentlichung: 31. Juli 1964 Grammy Hall of Fame / Rock & Roll Hall of Fame Platz 40 der Rolling Stone 500 (Liste 2010) Platz 139 der Songs of the Century (RIAA, Liste 2001) Autoren: William Stevenson, Marvin Gaye |
| 1964 | Wild One Dance Party                                       | — | — | US34 (7 Wo.)US | R&B11 (8 Wo.)R&B | Erstveröffentlichung: 13. November 1964 Autoren: Ivy Jo Hunter, William Stevenson |
| 1965 | Nowhere to Run Dance Party                                 | — | UK26 Silber · (8 Wo.)UK | US8 (11 Wo.)US | R&B5 (15 Wo.)R&B | Erstveröffentlichung: 5. Februar 1965 Platz 367 der Rolling Stone 500 (Liste 2010) Autoren: Holland–Dozier–Holland |
| 1965 | You’ve Been in Love Too Long Greatest Hits                 | — | — | US36 (7 Wo.)US | R&B25 (9 Wo.)R&B | B-Seite von Love (Makes Me Do Foolish Things) Autoren: Ivy Jo Hunter, William Stevenson, Clarence Paul |
| 1965 | Love (Makes Me Do Foolish Things) Greatest Hits            | — | — | US70 (7 Wo.)US | R&B22 (13 Wo.)R&B | Erstveröffentlichung: 26. Juli 1965 Autoren: Holland–Dozier–Holland |
| 1966 | My Baby Loves Me Greatest Hits                             | — | — | US22 (11 Wo.)US | R&B3 (13 Wo.)R&B | Erstveröffentlichung: 4. Januar 1966 Autoren: Ivy Jo Hunter, William Stevenson, Sylvia Moy |
| 1966 | What Am I Going to Do Without Your Love Watchout!          | — | — | US71 (5 Wo.)US | — | Erstveröffentlichung: 19. Mai 1966 Autoren: William Stevenson, Sylvia Moy |
| 1966 | I’m Ready for Love Watchout!                               | — | UK22 (8 Wo.)UK | US9 (10 Wo.)US | R&B2 (11 Wo.)R&B | Erstveröffentlichung: 6. Oktober 1966 Autoren: Holland–Dozier–Holland |
| 1967 | Jimmy Mack Watchout!                                       | — | UK21 Silber · (9 Wo.)UK | US10 (14 Wo.)US | R&B1 (15 Wo.)R&B | Erstveröffentlichung: 3. Februar 1967 Autoren: Holland–Dozier–Holland |
| 1967 | Love Bug Leave My Heart Alone Ridin’ High                  | — | — | US25 (9 Wo.)US | R&B14 (7 Wo.)R&B | Erstveröffentlichung: 3. August 1967 Autoren: Richard Morris, Sylvia Moy |
| 1967 | Honey Chile Ridin’ High                                    | — | UK30 (9 Wo.)UK | US11 (12 Wo.)US | R&B5 (13 Wo.)R&B | Erstveröffentlichung: 31. Oktober 1967 Autoren: Richard Morris, Sylvia Moy |
| 1968 | I Promise to Wait My Love Ridin’ High                      | — | — | US62 (7 Wo.)US | R&B36 (3 Wo.)R&B | Erstveröffentlichung: 4. April 1968 Autoren: Allen Story, Billie Jean Brown, Horgay Gordy, Margaret Johnson |
| 1968 | Forget Me Not Ridin’ High                                  | — | UK11 (8 Wo.)UK | US93 (3 Wo.)US | — | US-B-Seite von I Promise to Wait My Love UK-A-Seite: Charteintritt erst im Februar 1971 Autoren: Richard Morris, Sylvia Moy                                                                                                  |
| 1968 | I Can’t Dance to That Music You’re Playin’ –               | — | — | US42 (8 Wo.)US | R&B24 (8 Wo.)R&B | Erstveröffentlichung: 25. Juli 1968 Autoren: Debbie Dean, Deke Richards |
| 1968 | Sweet Darlin’ –                                            | — | — | US80 (5 Wo.)US | R&B45 (2 Wo.)R&B | Erstveröffentlichung: 10. Oktober 1968 Autor: Richard Morris |
| 1969 | Dancing in the Street (Reissue) Dancing in the Street (UK) | DE36 (4 Wo.)DE | UK4 (12 Wo.)UK | — | — | Erstveröffentlichung: 3. Januar 1969 |
| 1969 | (We’ve Got) Honey Love Ridin’ High                         | — | — | US56 (6 Wo.)US | R&B27 (8 Wo.)R&B | Erstveröffentlichung: 20. März 1969 Autoren: Richard Morris, Sylvia Moy |
| 1969 | Nowhere to Run (Reissue) Dancing in the Street (UK)        | — | UK42 (3 Wo.)UK | — | — | Erstveröffentlichung: 28. März 1969 |
| 1969 | Taking My Love (And Leaving Me) Sugar n’ Spice             | — | — | — | R&B44 (3 Wo.)R&B | Erstveröffentlichung: 14. August 1969 Autoren: Allen Story, George Gordy |
| 1970 | Jimmy Mack (Reissue) Dancing in the Street (UK)            | — | UK21 (12 Wo.)UK | — | — | Erstveröffentlichung: 17. August 1970 |
| 1970 | I Gotta Let You Go –                                       | — | — | US93 (3 Wo.)US | R&B43 (3 Wo.)R&B | Erstveröffentlichung: 1. Oktober 1970 Autor: Norman Whitfield |
| 1971 | Bless You Black Magic                                      | — | UK33 (5 Wo.)UK | US53 (6 Wo.)US | R&B29 (5 Wo.)R&B | Erstveröffentlichung: 14. September 1971 Autoren: The Corporation |
| 1972 | In and Out of My Life Black Magic                          | — | — | — | R&B22 (11 Wo.)R&B | Erstveröffentlichung: 16. Dezember 1971 Autoren: George Gordy, Lawrence Brown |
| 1972 | Tear It on Down Black Magic                                | — | — | — | R&B37 (4 Wo.)R&B | Erstveröffentlichung: 23. Mai 1972 Autoren: Ashford & Simpson |
| 1988 | Nowhere to Run Good Morning, Vietnam (Soundtrack)          | — | UK52 (4 Wo.)UK | — | — | Erstveröffentlichung: März 1988 B-Seite der Splitsingle A-Seite: James Brown – I Got You (I Feel Good) vom Soundtrack des Films Good Morning, Vietnam                                                                        |

Weitere Singles
- 1960: My Love Came Tumbling Down (als The Dell Fi’s, mit J. J. Barnes)
- 1960: Together Just We Two / Silver & Gold (als The Del! Fi’s, mit Leon Peterson)
- 1961: I Think About You (als The Dell-Fis, mit Mike Hanks)
- 1961: I’ll Let You Know (als The Dell-Fis)
- 1962: You’ll Never Cherish a Love So True (’Til You Lose It) (als The Vells)
- 1962: I’ll Have to Let Him Go
- 1970: I Should Be Proud
- 1972: Love Is Like a Heat Wave
- 1989: Step into My Shoes
- 1992: Angel in Disguise

## Videoalben
- 2005: The Best of Martha Reeves and the Vandellas

## Statistik

### Chartauswertung
|                     | US    | R&B     |
| ------------------- | ----- | ------- |
| Nummer-eins-Alben   | US—US | R&B—R&B |
| Top-10-Alben        | US—US | R&B1R&B |
| Alben in den Charts | US7US | R&B4R&B |

|                       | DE    | UK     | US     | R&B      |
| --------------------- | ----- | ------ | ------ | -------- |
| Nummer-eins-Singles   | DE—DE | UK—UK  | US—US  | R&B2R&B  |
| Top-10-Singles        | DE—DE | UK1UK  | US6US  | R&B10R&B |
| Singles in den Charts | DE1DE | UK11UK | US23US | R&B24R&B |

### Auszeichnungen für Musikverkäufe
Anmerkung: Auszeichnungen in Ländern aus den Charttabellen bzw. Chartboxen sind in ebendiesen zu finden.
| Land/RegionAuszeichnungen für Musikverkäufe (Land/Region, Auszeichnungen, Verkäufe, Quellen) | Silber     | Gold  | Platin  | Verkäufe  | Quellen   |
| -------------------------------------------------------------------------------------------- | ---------- | ----- | ------- | --------- | --------- |
| Vereinigte Staaten (RIAA)                                                                    | —          | Gold1 | —       | 500.000   | riaa.com  |
| Vereinigtes Königreich (BPI)                                                                 | 3× Silber3 | —     | Platin1 | 1.200.000 | bpi.co.uk |
| Insgesamt                                                                                    | 3× Silber3 | Gold1 | Platin1 |           |           |